# Cynophalla heterophylla
Cynophalla heterophylla är en kaprisväxtart som först beskrevs av Hipólito Ruiz López, Amp; Pav. och Dc., och fick sitt nu gällande namn av Hugh Hellmut Iltis och Cornejo. Cynophalla heterophylla ingår i släktet Cynophalla, och familjen kaprisväxter. Inga underarter finns listade i Catalogue of Life.